# 燕海扇屬
燕海扇屬（學名：Aviculopecten）是一個已滅絕的化石種屬，由McCoy(1851)创立，屬於軟體動物門雙殼綱，是燕海扇科和燕海扇總科的模式属。現有文獻均把本屬歸入鶯蛤目，但這些文獻均在2010年的新分類發表前刊出。若根據2010年的新分類，本屬大可隨同其他海扇类現生種被歸入新成立的海扇蛤目。

## 分佈及外形
本屬物種在地理上分布於亞洲、澳大利亞、歐洲、北美洲及南美洲，時代從泥盤紀早期到三疊紀後期均有出現，但亦是石炭纪-二叠纪海扇类中最为常见的属名之一，所以其地位十分重要。當中以發現於3.45億年前位於今日美國俄亥俄州韋恩縣首府伍斯特的洛根形成層的精細Aviculopecten subcardiformis化石。化石就好像為扇貝倒模那樣，精楚把貝殼的紋理、肋及整個殼都完整保留下來，其清晰度甚至連貝殼的生長線也差不多可以看得見。
根據現有本屬物種在世界各地之化石標本比對，方宗杰及Morris (1999)在其著作中列出本屬物種外形的主要特徵為「左壳膨凸，右壳近平；两壳壳饰相同，均由简单的射褶组成」，否定了之前Newell et Boyd (1995)指本物種兩邊的殼相等的推斷。

## 物種
- Aviculopecten americanus Newell et Boyd, 1995[1][3]
- Aviculopecten planoradiatus McCoy（模式種）[1]
- Aviculopecten subcardiformis[2]

## 外部連結
- Aviculopecten （页面存档备份，存于） in the Paleobiology Database